# On an Island
On an Island (укр. На острові) — третій сольний студійний альбом Девіда Гілмора, що вийшов у березні 2006 року, з нагоди 60-річчя музиканта. У травні 2006 року на підтримку альбому дано концерт «Remember That Night».

## Про альбом
Про альбом «On An Island» і про те, що тексти для нього написані разом з дружиною Поллі Семпсон, Девід сказав таке:
| Ліві лапки | Не обійшлося без труднощів. Але це було очікувано. Іноді Поллі відчувала, що я не приділяю достатньо уваги текстам через те, що я був поглинений музикою, і вона давала мені знати про це. Але я сподіваюся, що якщо люди слухають, як слід, голосно і на хорошій апаратурі, нічого не роблячи при цьому — вони отримуватимуть щоразу щось нове. Альбом про життя, смерть і про все, що між ними. Він про смертність. За останні кілька років померла моя сестра, померли кілька друзів. Ми всі коли-небудь закінчимося і зіллємося з морем. У кожному разі, є емоційна глибина укупі з почуттям великої задоволеності. | Праві лапки |

## Список композицій
| #   | Назва                   | Тривалість |
| --- | ----------------------- | ---------- |
| 1.  | «Castellorizon»         | 3:54       |
| 2.  | «On an Island»          | 6:47       |
| 3.  | «The Blue»              | 5:26       |
| 4.  | «Take a Breath»         | 5:46       |
| 5.  | «Red Sky at Night»      | 2:51       |
| 6.  | «This Heaven»           | 4:24       |
| 7.  | «Then I Close My Eyes»  | 5:26       |
| 8.  | «Smile»                 | 4:03       |
| 9.  | «A Pocketful of Stones» | 6:17       |
| 10. | «Where We Start»        | 6:45       |

## Творці альбому
- Девід Гілмор: гітари, вокал (2-4, 6, 8-10), бас (3, 6, 8-10), орган Hammond (8-10), фортепіано (3, 9), електропіано (2), перкусія (2, 3, 8-10), саксофон (5), бас-гармоніка (7), кумбус (7)
- Редо («Боб») Клоуз: гітара (2, 3)
- Бі Джей Коул: гітара Weissenborn (7)
- Філ Манзанера: клавішні (4, 6) фортепіано (7)
- Лесчек Мосчщер: фортепіано (4, 9)
- Річард Райт: орган Hammond (2), вокал (3)
- Кріс Стейнтон: орган Hammond (3)
- Джулс Холланд: фортепіано (3)
- Поллі Семсон: фортепіано (3), вокал (8)
- Джорджі Фейм: орган Hammond (6)
- Кріс Томас: клавішні (9)
- Гай Пратт: бас (2, 4)
- Кріс Лоренс: контрабас (5, 9)
- Енді Ньюмарк: ударні (2, 3, 6, 10), перкусія (7)
- Гед Лінч: ударні (4)
- Віллі Вілсон: ударні (8)
- Керолайн Дейл: віолончель (4, 5, 7)
- Айлан Ешкері: програмування (5, 9)
- Алесдер Маллой: склянна гармоніка (7, 9)
- Роберт Ваятт: корнет (7), голос (7), перкусія (7)
- Девід Кросбі: вокал (2)
- Грем Неш: вокал (2)
- Люсі Вейкфорд: арфа (9)
- Семплі ударних у треці (6) Адама Топола і Джека Джонсона
- Оркестрове аранжування: Збіґнєв Прейшнер
- Диригент: Роберт Зіглер
- Оркестр записано у студії Abbey Road Саймоном Родесом
- Керівник оркестру: Девід Юрітц

## Чарти
| Рік  | Чарт                   | Позиція |
| ---- | ---------------------- | ------- |
| 2006 | Billboard 200          | 6       |
| 2006 | Canadian Albums Chart  | 2       |
| 2006 | UK Albums Chart        | 1       |
| 2006 | Norwegian Albums Chart | 1       |